# 赤い城
赤い城（赤い砦、レッド・フォート、英: Red Fort）またはラール・キラー（ヒンディー語: लाल क़िला、ウルドゥー語: لال قلعہ, Lal Qila）は、インドのデリーにあるムガル帝国時代の城塞。デリー城（Delhi Fort）とも。
なお、インドで「赤い城」と言えば同じく帝国時代に築かれたアーグラ城塞を指す場合もある。
毎年8月15日のインド独立記念日には、ここで首相演説が行われる。

## 歴史

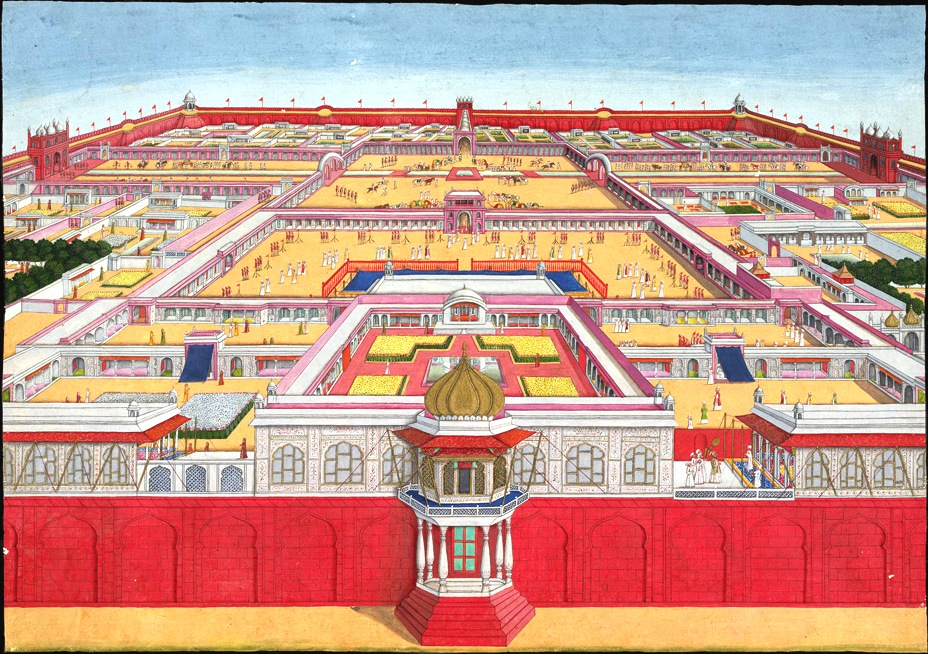
1785年時のラール・キラー

ムガル帝国第5代皇帝シャー・ジャハーンが、アーグラから遷都し、自らの名を冠した新都シャージャハーナーバード （Shahjahanabad） における居城として築いた。1639年から9年をかけて1648年に完成。名称の由来ともなった城壁の赤い色は、建材として用いられた赤砂岩のものである。
1857年のインド大反乱のとき、イギリスは軍の駐屯地として接収した。兵舎が建設されるなど、城内は大きく造り替えられた。インドの独立後も、近年まで軍の施設として使用されていた（現在も、デリー門周辺と北西部には軍の施設があり、立ち入れない）。
2007年に、隣接するサリームガル城 （Salimgarh Fort） と併せて「赤い城の建造物群」としてユネスコの世界遺産に登録された。
ラホール門内のチャッタ・チョウクは宮廷の女性たちのためのショッピング街であったといい、現在は土産物屋が並ぶ。

## 主な建造物

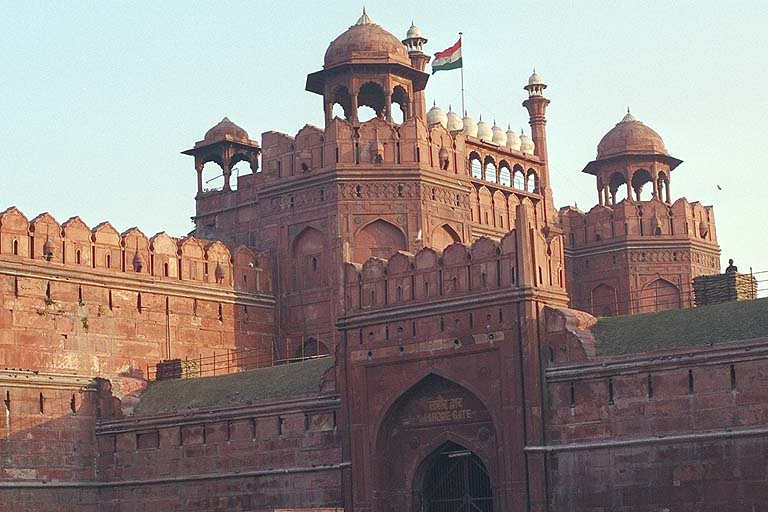
ラホール門

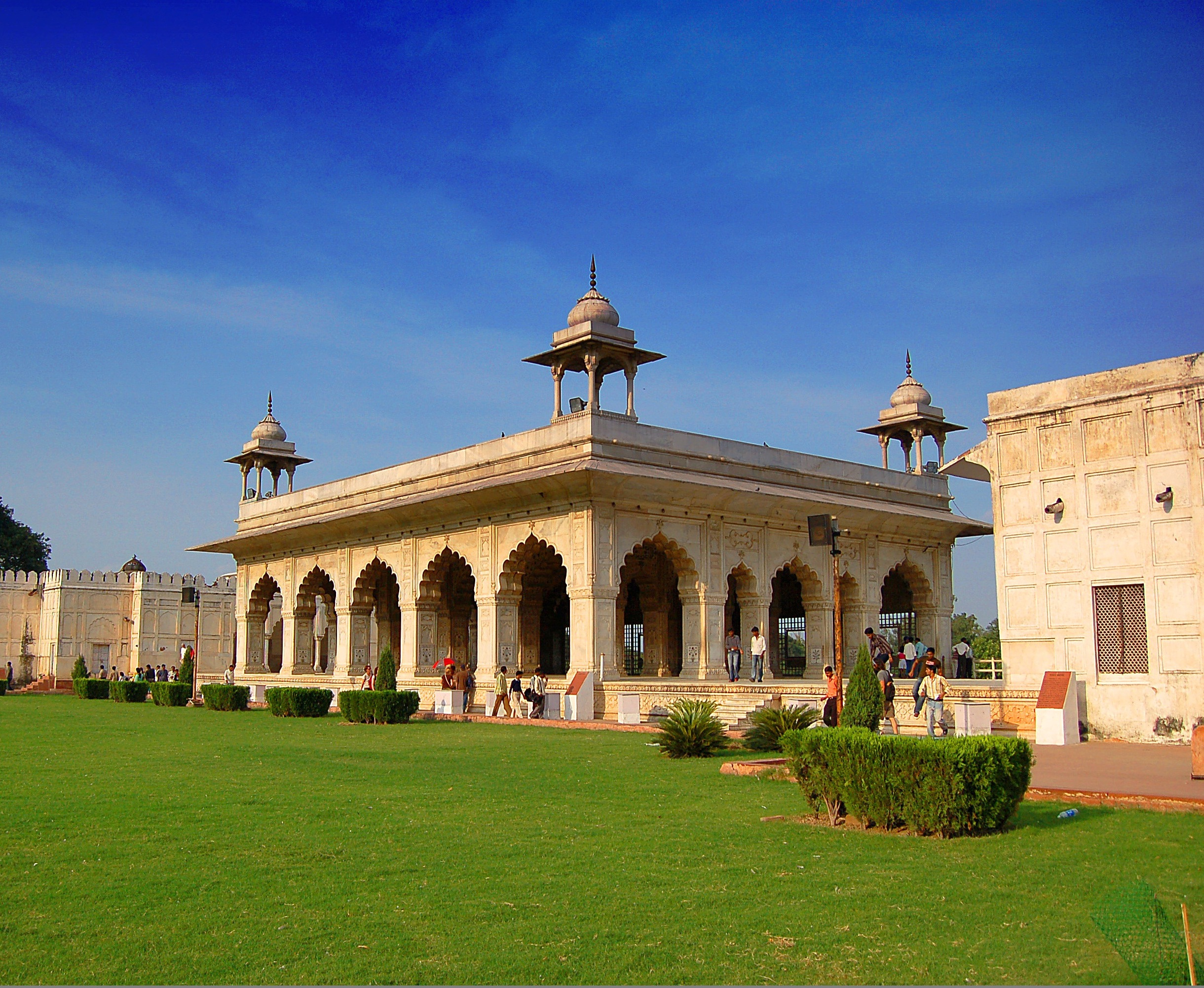
ディワーニ・カース

- ラホール門 (Lahore Gate) - 西側にある正門。城内から見てラホールの方向にあるのでこう呼ばれる。
- デリー門 (Delhi Gate) - 城内に勤める者が出入りした南側の門。
- チャッタ・チョウク (Chhatta Chowk) - ラホール門とつながるアーケード。市場として使われた。
- ナッカル・カーナ (Naqqar Khana) - 時刻や王族の帰還を知らせる音楽が奏された中門。現在は戦争記念博物館となっている。
- ディワーニ・アーム (Diwan-i-Am) - 一般謁見殿。
- ディワーニ・カース (Diwan-i-Khas) - 貴賓謁見殿。
- モーティー・マスジド (Moti Masjid) - 「真珠モスク」。皇帝アウラングゼーブの建造した大理石のモスク。

## 登録基準
この世界遺産は世界遺産登録基準のうち、以下の条件を満たし、登録された（以下の基準は世界遺産センター公表の登録基準からの翻訳、引用である）。
- (2) ある期間を通じてまたはある文化圏において、建築、技術、記念碑的芸術、都市計画、景観デザインの発展に関し、人類の価値の重要な交流を示すもの。
- (3) 現存するまたは消滅した文化的伝統または文明の、唯一のまたは少なくとも稀な証拠。
- (6) 顕著で普遍的な意義を有する出来事、現存する伝統、思想、信仰または芸術的、文学的作品と直接にまたは明白に関連するもの（この基準は他の基準と組み合わせて用いるのが望ましいと世界遺産委員会は考えている）。

座標: 北緯28度39分21秒 東経77度14分25秒 / 北緯28.65583度 東経77.24028度